# Joseph Stone (Drehbuchautor)
Joseph Stone (* 19. April 1914 in Carstairs, Alberta; † 5. Oktober 2001 in Bellingham, Washington) war ein kanadisch-amerikanischer Drehbuchautor, Box-Schiedsrichter und Professor für Englisch.

## Leben
Geboren in Kanada zog Stone im Babyalter mit seiner Familie nach Kalifornien. In Los Angeles begann er zu boxen und schlug eine Karriere als Amateurboxer ein. Während des Zweiten Weltkriegs diente er in der United States Navy, wobei er in San Diego an der Entwicklung eines Sportprogramms für Soldaten arbeitete. Ab 1942 war er als Schiedsrichter bei Boxkämpfen aktiv. Parallel verfolgte er eine akademisch Laufbahn und studierte an der Loyola Marymount University, wo er auch ab den frühen 1940er Jahren als Lehrkraft für Englisch lehrte. Nach Ende des Krieges machte er einen Master-Abschluss an der University of Southern California. 1994 wurde er für seine Leistung als Schiedsrichter in die World Boxing Hall of Fame aufgenommen.
In den 1950er Jahren bis in die 1960er Jahre hinein war er als Drehbuchautor für die Universal Studios und Metro-Goldwyn-Mayer tätig. Sein Fokus lag dabei auf Fernsehserien. Zu seinen wenigen Filmen gehört Unternehmen Petticoat. Häufig arbeitete er mit dem Drehbuchautor Paul King zusammen. Ab 1963 wandte er sich wieder seiner akademischen Tun zu, 1979 ging er in den Ruhestand.
Für seine Beteiligung an der Drehbuchentwicklung zum Film Unternehmen Petticoat wurde er 1960 für den Oscar in der Kategorie Bestes Originaldrehbuch nominiert.
Er war verheiratet und Vater mehrerer Kinder.

## Filmografie (Auswahl)
- 1958: Der Tod reitet mit (Wild Heritage)
- 1959: The Rough Riders (Fernsehserie)
- 1959: Unternehmen Petticoat (Operation Petticoat)
- 1959–1960: Pony Express (Fernsehserie)
- 1960: Bonanza (Fernsehserie, 1 Folge)
- 1960–1961: Stagecoach West (Fernsehserie)